# ISO 3166-2:MH
Die Liste der ISO-3166-2-Codes für die Marshallinseln enthält die Codes für die zwei Inselketten und 24 Verwaltungseinheiten.

Die Codes bestehen aus zwei Teilen, die durch einen Bindestrich voneinander getrennt sind. Der erste Teil gibt den Landescode gemäß ISO 3166-1 (für die Marshallinseln MH), der zweite den Code für die Inselkette und die Verwaltungseinheit wieder.
Die aktuellen Codes stehen auf der Seite der ISO unter #iso:code:3166:MH zur Verfügung.

## Kodierliste

### Inselketten
| Inselkette  | Code |
| ----------- | ---- |
| Ratak-Kette | MH-T |
| Ralik-Kette | MH-L |

### Verwaltungseinheiten

Verwaltungseinheiten der Marshallinseln

| Verwaltungseinheit | Inselkette | Code   |
| ------------------ | ---------- | ------ |
| Ailinglapalap      | L          | MH-ALL |
| Ailuk              | T          | MH-ALK |
| Arno               | T          | MH-ARN |
| Aur                | T          | MH-AUR |
| Ebon               | L          | MH-EBO |
| Eniwetok & Ujelang | L          | MH-ENI |
| Jabwot             | L          | MH-JAB |
| Jaluit             | L          | MH-JAL |
| Kili/Bikini/Ejit   | L          | MH-KIL |
| Kwajalein          | L          | MH-KWA |
| Lae                | L          | MH-LAE |
| Lib                | L          | MH-LIB |
| Likiep             | T          | MH-LIK |
| Majuro             | T          | MH-MAJ |
| Maloelap           | T          | MH-MAL |
| Mejit              | T          | MH-MEJ |
| Mili               | T          | MH-MIL |
| Namorik            | L          | MH-NMK |
| Namu               | L          | MH-NMU |
| Rongelap           | L          | MH-RON |
| Ujae               | L          | MH-UJA |
| Utirik             | T          | MH-UTI |
| Wotho              | L          | MH-WTH |
| Wotje              | T          | MH-WTJ |